# Zvonigrad (Fojnica)
Zvonigrad je utvrđeno pretpovijesno naselje na vrhu uzvisine od 1064 metra, južno od Citonje u općini Fojnica, Bosna. Zapadno protječe rijeka Željeznica. Funkcija ovog naselja bila je vjerojatno čuvati rudnike uz rijeku Željeznicu.
Prema narodnoj pjesmi Zvonigrad je sagradio kralj Zvonko.